# サンウエーブ火曜劇場
『サンウエーブ火曜劇場』（サンウエーブかようげきじょう）は、1960年3月1日から同年6月7日までフジテレビが編成していたテレビドラマ放送枠である。サンウエーブ工業（現・LIXIL）の一社提供。編成時間は毎週火曜 22:00 - 22:45 （日本標準時）。全15回。
毎回文芸作品を原作とする45分ドラマを放送。原則として毎月第1週と第2週には一つの作品を言語編に分けて放送し、第3週と第4週にはそれぞれ一回で完結する作品を放送していた。

## 放送作品一覧
| 回 | 放送日  | タイトル                |
| -- | ------- | ----------------------- |
| 1  | 3月1日  | 暖流                    |
| 2  | 3月8日  | 暖流                    |
| 3  | 3月15日 | 少女                    |
| 4  | 3月22日 | 三人の息子              |
| 5  | 3月29日 | ホープさん              |
| 6  | 4月5日  | 未知からの誘い          |
| 7  | 4月12日 | 未知からの誘い          |
| 8  | 4月19日 | 横丁の女                |
| 9  | 4月26日 | 求婚                    |
| 10 | 5月3日  | 脚光                    |
| 11 | 5月10日 | 脚光                    |
| 12 | 5月17日 | 拾った女房              |
| 13 | 5月24日 | 雲高き旅路 松下幸之助伝 |
| 14 | 5月31日 | 巨匠錦を飾る            |
| 15 | 6月7日  | 孤愁                    |